# Stilpnophyllum revolutum
Stilpnophyllum revolutum är en måreväxtart som beskrevs av Bengt Lennart Andersson. Stilpnophyllum revolutum ingår i släktet Stilpnophyllum och familjen måreväxter. Inga underarter finns listade i Catalogue of Life.